# Центавр (разгонный блок)

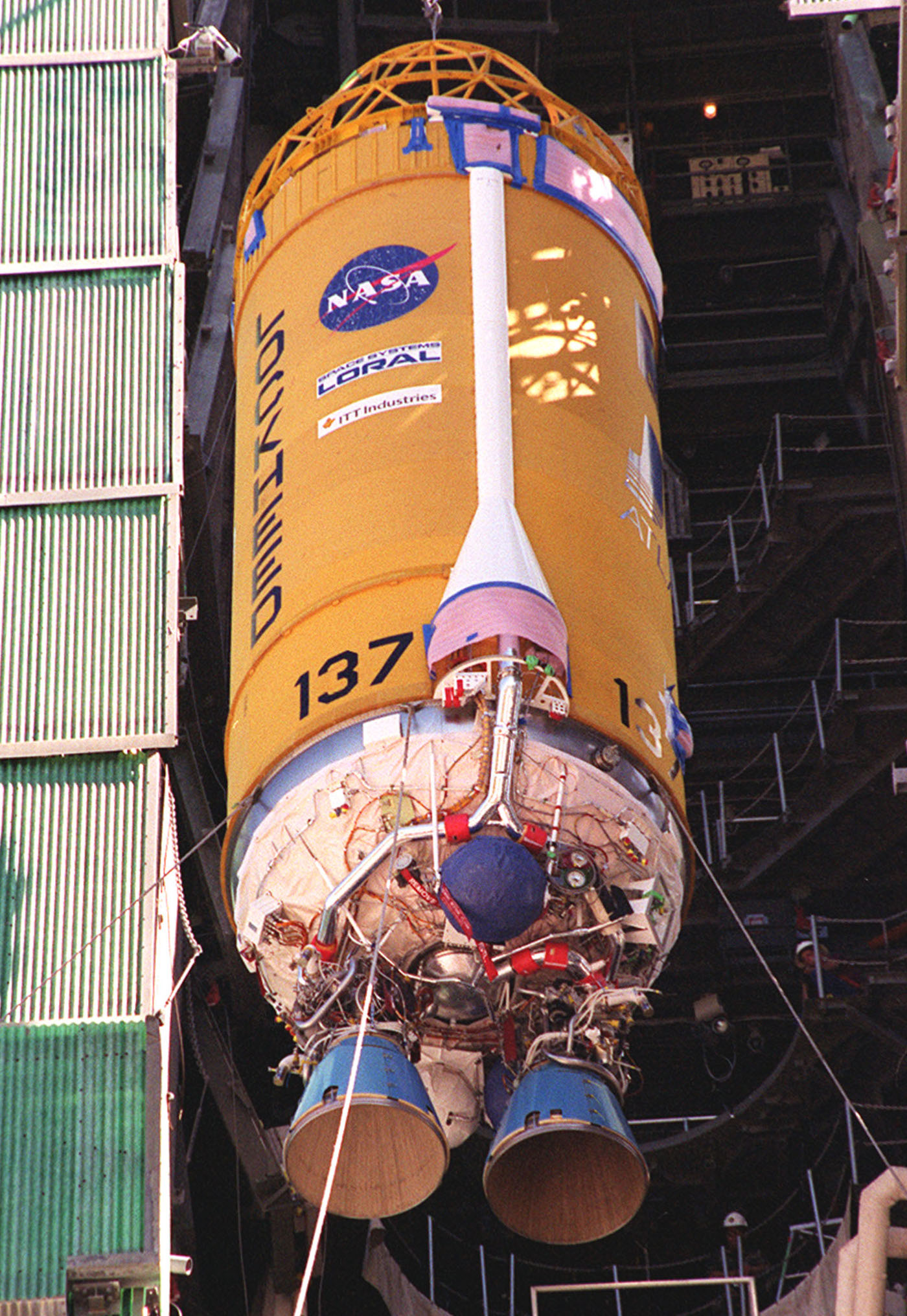
Разгонный блок «Центавр-2A» в качестве второй ступени ракеты-носителя «Атлас-2».

«Центавр» — разгонный блок, в разных модификациях использовался в составе ракет-носителей лёгкого и тяжёлого классов. Применялся для запуска многих межпланетных станций НАСА и вывода на геостационарную орбиту (ГСО) спутников США различного назначения. Использовался на РН «Титан-4», в настоящее время используется в качестве верхней ступени на РН «Атлас-5» и в видоизменённом виде на РН «Дельта-4».
«Центавр» — первый разгонный блок, использовавший криогенные компоненты топлива — жидкий кислород и жидкий водород (LH2/LOX). Стабилизация содержимого баков обеспечивается давлением. В качестве двигателя используется один или два ЖРД RL-10A-4-2 разработки компании Rocketdyne с тягой 10,1 тс (99,2 кН). Система инерциальной навигации (СИН, англ. inertial navigation unit, INU), расположенная на «Центавре», способна обеспечивать управление и навигацию всей ракеты-носителя, то есть у первой ступени может не быть собственной системы управления.

## Использование

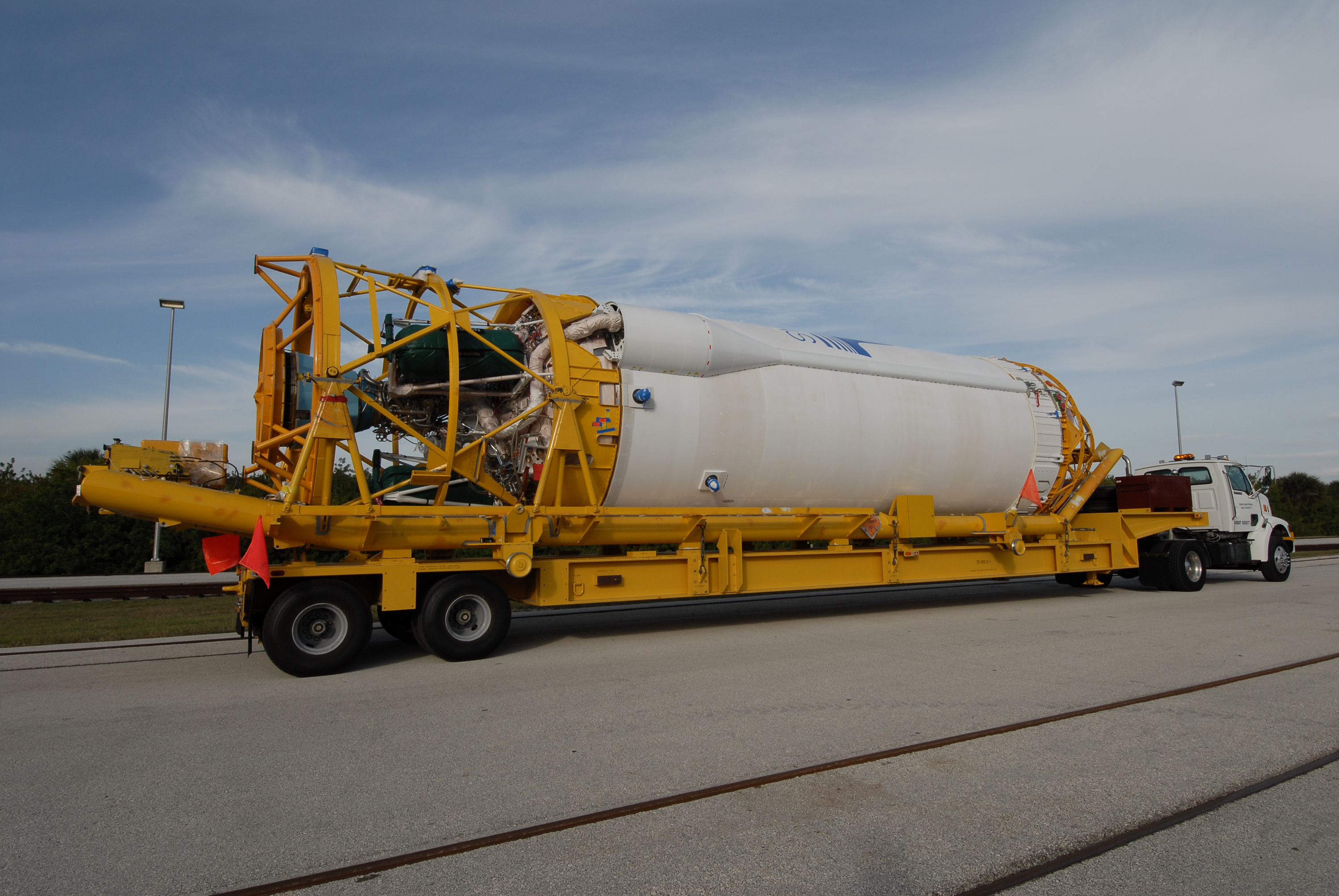
Перевозка разгонного блока Центавр (РН Атлас-5) к стартовой площадке SLC-41, декабрь 2009 года.

### С ракетами семейства «Атлас»
Наиболее известные КА запущенные ракетами «Атлас» за период с 1966 по 1978 год:
Программа Сервейер, Маринер-6, Маринер-7, Маринер-9, Маринер-10, Пионер-10, Пионер-11, Пионер-Венера-1, Пионер-Венера-2.

### Atlas V
Диаметр — 3,05 м, высота — 12,68 м, сухая масса — 2243 кг. Топливные баки вмещают до 20 830 кг топлива.

На Центавр может быть установлен один или два жидкостных ракетных двигателя RL-10A-4-2. Тяга одного двигателя в вакууме составляет 99,2 кН, удельный импульс — 451 с. Двигатели способны многократно запускаться в вакууме, суммарное время работы двигателя — до 842 секунд.

С конца 2014 года используется двигатель RL-10C-1, с тягой 106,3 кН и удельным импульсом 448,5 с.

На промежуточных орбитах, для ориентации разгонного блока используется система гидразиновых ракетных двигателей (8 × 40 Н и 4 × 27 Н).

Разгонный блок Центавр имеет наибольшее соотношение массы топлива к общей массе среди современных разгонных блоков, что позволяет выводить бо́льшую полезную нагрузку.
Наиболее известные КА, запущенные ракетой «Atlas V»: Новые горизонты, LRO, LCROSS, Юнона, Марсианская научная лаборатория с марсоходом «Кьюрио́сити», MAVEN.
| Name                                                                    | Первый запуск | Последний запуск | Количество запусков | Успех | Неудача | Частичные отказы | Примечания |
| ----------------------------------------------------------------------- | ------------- | ---------------- | ------------------- | ----- | ------- | ---------------- | ---------- |
| Atlas LV-3C Centaur-A                                                   | 1962-05-08    | 1962-05-08       | 1                   | 0     | 1       | 0                |            |
| Atlas LV-3C Centaur-B                                                   | 1963-11-27    | 1963-11-27       | 1                   | 1     | 0       | 0                |            |
| Atlas LV-3C Centaur-C                                                   | 1964-06-30    | 1965-03-03       | 3                   | 0     | 2       | 1                |            |
| Atlas LV-3C Centaur-D                                                   | 1965-08-11    | 1967-07-14       | 7                   | 7     | 0       | 0                |            |
| Atlas SLV-3C Centaur-D                                                  | 1967-09-08    | 1972-08-21       | 17                  | 14    | 3       | 0                |            |
| Atlas SLV-3D Centaur-D1A                                                | 1973-04-06    | 1975-05-22       | 6                   | 5     | 1       | 0                |            |
| Atlas SLV-3D Centaur-D1AR                                               | 1975-09-26    | 1983-05-19       | 26                  | 24    | 1       | 1                |            |
| Последующие модели ракет Атлас, Центавр в качестве 2-й ступени.         |               |                  |                     |       |         |                  |            |
| Atlas G                                                                 | 1984-06-09    | 1989-09-25       | 7                   | 5     | 2       | 0                |            |
| Atlas I                                                                 | 1990-07-25    | 1997-04-25       | 11                  | 8     | 3       | 0                |            |
| Atlas II/IIA/IIAS                                                       | 1991-12-07    | 2004-08-31       | 63                  | 63    | 0       | 0                |            |
| С двигателями РД-180 на первой ступени, Центавр в качестве 2-й ступени. |               |                  |                     |       |         |                  |            |
| Atlas III                                                               | 2000-05-24    | 2005-02-03       | 6                   | 6     | 0       | 0                |            |
| Atlas V                                                                 | 2002-08-21    |                  | 74                  | 73    | 0       | 1                |            |

### С ракетами семейства «Титан»
Titan IIIE — американская ракета-носитель, является модификацией ракеты Titan IIID с установленным разгонным блоком «Центавр». Семь запусков с 1974 по 1977 год. Американские межпланетные зонды: Гелиос-1, Викинг-1, Викинг-2, Гелиос-2, Вояджер-2, Вояджер-1.

Titan IV

В версии Titan-401A — девять запусков с 1994 по 1998 год.

В версии Titan-401B — семь запусков. Первый в 1997 году — Зонд Кассини-Гюйгенс, последний в 2003 году.